# Jack Reed
Jack Reed, właśc. John Francis Reed (ur. 12 listopada 1949) – amerykański polityk, senator ze stanu Rhode Island (wybrany w 1996 i ponownie w 2002), członek Partii Demokratycznej. W latach 1991–1997 zasiadał w Izbie Reprezentantów Stanów Zjednoczonych.

## Odznaczenia
- Krzyż Wielkiego Oficera Orderu Infanta Henryka (Portugalia, 1998)[1]